# Bildu
Bildu ((se) réunir en basque) est une ancienne coalition politique indépendantiste basque de gauche.

## Présentation
La coalition est notamment formée par Eusko Alkartasuna, Alternatiba, les organisations Herritarron Garaia et Araba Bai et des indépendantistes basques de gauche non affiliés. Bildu propose notamment l'instauration d'un revenu de base universel et inconditionnel.
Fondée le 3 avril 2011, elle présente des candidats aux élections du 22 mai suivant au Parlement de Navarre et aux Juntes générales d'Alava, du Guipuscoa et de Biscaye, ainsi qu'aux élections municipales dans la communauté autonome du Pays basque, en Navarre et dans l'enclave de Treviño, en Castille-et-León.
En juin 2012, à Saint-Sébastien, la coalition se transforme en Euskal Herria Bildu (EH Bildu) pour se présenter sous ce nom aux élections du Parlement basque du 21 octobre 2012.